# Cantó de Barciloneta
El cantó de Barciloneta és un cantó francès del departament dels Alts Alps, situat al districte de Gap. Té 3 municipis i el cap és Barciloneta.

## Municipis
- Barciloneta
- Esparron
- Vitròla

## Història
| Data d'elecció                           | Identitat      | Partit        | Qualitat |
| ---------------------------------------- | -------------- | ------------- | -------- |
| 1964-1994                                | Émile Didier   | MRG           |          |
| 1994-                                    | Rémi Costorier | Divers droite |          |
| les dades anteriors no són pas conegudes |                |               |          |
|                                          |                |               |          |

| 1962 | 1968 | 1975 | 1982 | 1990 | 1999 | 2007 |
| ---- | ---- | ---- | ---- | ---- | ---- | ---- |
| 304  | 318  | 277  | 250  | 264  | 270  | 364  |